# Crocétine
Ne doit pas être confondu avec Crocine.
La crocétine est un caroténoïde diacide carboxylique naturel trouvé dans les fleurs de safran (Crocus sativus L.).
La structure chimique de la crocétine est le corps central de la crocine, autre composé responsable de la couleur du safran.
La crocétine forme des cristaux rouge brique.